# Alex Berger
Pour les articles homonymes, voir Berger (homonymie).
Alex Berger (né le 22 mars 1962 à Philadelphie, États-Unis) est un producteur de télévision et cinéma et entrepreneur du domaine des médias franco-américain.
Il commence sa carrière à la télévision avant de monter en 1986 la société de production NBdC avec Tim Newman et Antoine de Caunes. À partir de 1993, il travaille notamment aux côtés de Pierre Lescure chez Canal+ puis comme dirigeant de CanalNumédia et VivendiNet, filiales de Vivendi-Universal.
Il dirige par la suite plusieurs autres sociétés avant de cofonder, en 2008, TOP-The Originals Productions avec le show runner Éric Rochant, à l'origine de la série Le Bureau des légendes. Il en est le président, et occupe aussi les fonctions de producteur exécutif et producteur délégué des productions.

## Biographie

### Enfance et vie de famille
De nationalité française et américaine, Alex Berger est né le 22 mars 1962 à Philadelphie aux États-Unis, d’une mère française, Francine Dreyfus-Berger, peintre, et d’un père américain, le docteur Joseph Berger,. Lorsqu'il a dix ans et alors qu'il ne parle pas français, sa famille s’installe dans les Vosges. Il poursuit ses études à l’Université de Pennsylvanie, puis vit en alternance entre les États-Unis et l’Europe. Il réside actuellement à Paris et en Provence, avec sa conjointe, Florence Servan-Schreiber, et ses trois enfants.

### Carrière professionnelle

#### Débuts chez TMC et dans la production
Alex Berger commence sa carrière professionnelle en 1982 à Télé Monte-Carlo (TMC) en tant que stagiaire script d’antenne,. Après divers postes, il est nommé à 21 ans producteur du bulletin d’informations du soir de RMC-TMC. Il y rencontrera Alain Chabat, alors animateur radio sur RMC.
Il fonde par la suite une première société de production, Real to Reel Filmworks, à Los Angeles avec Edmond de Rothschild et son fils Benjamin de Rothschild,. Cette société produit alors des courts-métrages pour l’industrie émergente des chaînes câblées aux États-Unis,. Elle développe également pour Revell, filiale américaine de la Compagnie industrielle du jouet dont Rothschild est également actionnaire, l’une des toutes premières séries d’animation basée sur une ligne de jouets, Robotech[source insuffisante].
Après la vente de cette société, Alex Berger revient en Europe pour rejoindre le secteur financier au sein de la banque privée Edmond de Rothschild à Genève, en tant qu’analyste financier pour les médias et la communication,.

#### Newman-Berger-de Caunes
Dix huit mois plus tard, en 1987, Alex Berger fonde à Paris avec Tim Newman et Antoine de Caunes la société de production qui reprend leurs initiales : NBdC, pour Newman-Berger-de Caunes. NBdC produit des émissions comme Le Glaive et la Balance sur M6 ou Rock Report et Rapido, qui sera vendue dans plusieurs pays européens[source insuffisante].
En 1989, capitalisant sur la notoriété internationale de quelques programmes produits par NBdC, Alex Berger et ses associés créent la filiale Rapido TV en Grande-Bretagne, codétenue avec Richard Branson et Virgin Communications,. Rapido TV devient rapidement un gros fournisseur de programmes comme Eurotrash avec Antoine de Caunes et Jean-Paul Gautier ou Baadasss TV présenté par Ice-T, de fiction et de documentaires.

#### Carrière à Canal+
Alex Berger est nommé en 1994 directeur délégué et conseiller spécial de Pierre Lescure, alors PDG du groupe Canal+,. En tant que membre du comité stratégique du groupe, il prend part à la création de CanalSatellite et Studiocanal.[réf. nécessaire]
En 1997, Alex Berger invente le portail multi-accès Vizzavi, co-détenu par Vodafone sous le nom Vodafone Live![source insuffisante]. Il consiste à faire migrer des contenus entre les abonnés de la télé payante, les abonnés internet et les abonnés mobiles[source insuffisante].
En 1998, il devient président-directeur général de CanalNumédia, qui devient Canal New Media à partir de 2001. Cette filiale de Canal+ a pour objectif est de créer des synergies entre les sites web français et étrangers du groupe.
Après la fusion entre Vivendi, Universal et Canal+ en juin 2000, aboutissant à la création de Vivendi-Universal, CanalNumédia intègre Vivendi Universal Net (VivendiNet), une joint venture entre Vivendi et Canal+ dont Alex Berger occupe le poste de coprésident. VivendiNet regroupe alors l’ensemble des contenus numériques d'entités de Vivendi telles que Canal+, Havas et Cegetel. Cela comprend des sites web comme Allociné ou 01net[source insuffisante].

#### Content Participations, MM&I et Entjoy
Alex Berger quitte le groupe Canal+ à la fin de l'année 2000 pour fonder deux sociétés[source insuffisante]. Par ces activités, il travaille notamment avec Alain Chabat et sa société Chez Wam, ce qui le mènera à participer en tant que figurant à deux des films de ce dernier, Astérix et Obélix : Mission Cléopâtre et RRRrrrr!!!.
Alex Berger quitte ses fonctions de PDG de Content Participations en juin 2006 alors que la société est revendue. Il crée par la suite MM&I (Me, Myself & I), une société de conseil en stratégie de développement et d’innovation dans les domaines des médias.[réf. nécessaire]
Il crée également en 2010 Entjoy, une société de distribution de divertissements digitaux en Europe et en Asie en marque blanche[source insuffisante]. Entjoy déploie un système interconnecté réunissant des producteurs professionnels fournissant des contenus originaux, des diffuseurs exclusifs (web, mobile, console et TV) et des annonceurs[source insuffisante]. Entjoy propose aux annonceurs de sponsoriser des contenus, qui sont ensuite multi-diffusés sur ses sites partenaires[source insuffisante].

#### TOP-The Originals Productions
En 2008, Alex Berger s’associe avec Éric Rochant pour créer une société de production qui développerait des séries en adaptant le processus de fabrication américain aux particularités et aux réglementations du marché français. Leur objectif est alors de fabriquer une série de fiction avec une récurrence annuelle, c'est-à-dire une saison par an, tout en garantissant le niveau de qualité nécessaire pour une diffusion internationale. Ils nomment la société de production : The Oligarchs Productions, en référence à leur premier concept de série appelé The Oligarchs (Les Oligarques).
Ensemble, Alex Berger et Éric Rochant développent ainsi un processus créatif centré sur l’écriture appelé l’atelier d'écriture structurée (ADES), inspiré de la writers' room américaine. Cette organisation, orchestrée par le show runner, permet de régir les relations entre toutes les personnes intervenant dans l'écriture : les auteurs d’épisode, les scénaristes collaborateurs, et les auditeurs en formation,.

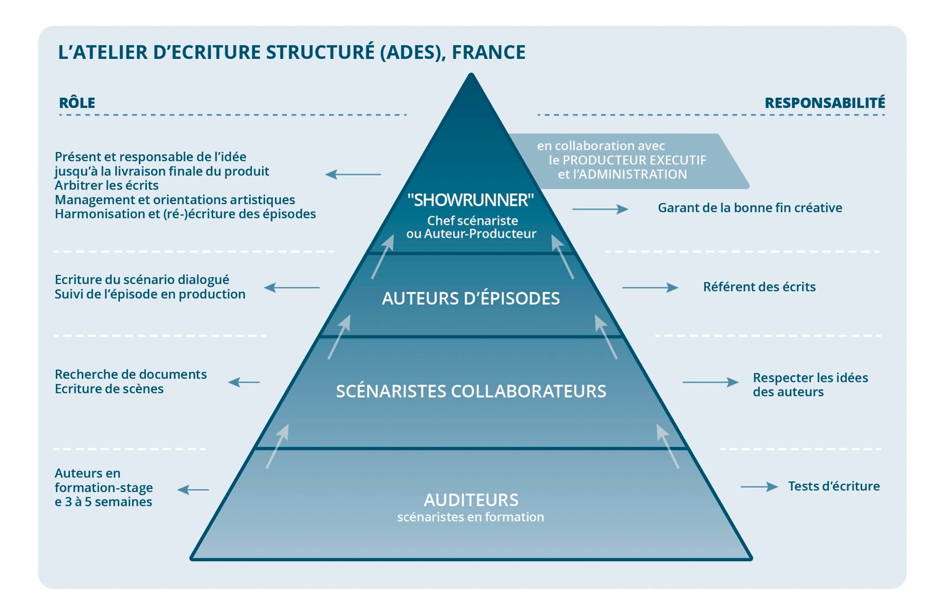
Schéma d'atelier d'écriture structuré (ADES) suivi par Alex Berger et Éric Rochant pour leur processus créatif

Le Bureau des légendes, dont le premier épisode est diffusé le 27 avril 2015, est la première production de la société, conçue avec la méthode de l’écriture au centre du processus de création. Au fil de cinq saisons, de 2015 à 2020, la série, diffusée dans 112 pays, connaît un immense succès en France et à l'international. Elle apparaît ainsi dans le classement du New York Times des meilleures séries au monde et son adaptation est prévue dans plusieurs pays.
En 2019, Alex Berger remet au Centre national du cinéma et de l'image animée un rapport proposant une nouvelle organisation de la fiction sérielle en France, directement inspiré de l'ADES et de son application sur la création et la production du Bureau des Légendes,.
En janvier 2023, The Oligarchs Productions devient TOP-The Originals Productions, afin d’étendre son offre de programmes en les gérant de bout en bout.[réf. nécessaire]
Le mois suivant, la chaîne américaine Showtime annonce avoir acquis les droits d'adaptation aux États-Unis du Bureau des légendes. Baptisé The Department, le remake devrait être réalisé par George Clooney et sa production lancée en 2023, pour une sortie prévue en 2024. Alex Berger devrait y tenir un rôle de producteur exécutif. Alors que la Direction générale de la Sécurité extérieure (DGSE) était au coeur de l'intrigue dans la version originale, la nouvelle série sera transposée dans le monde des services secrets américains. Elle plongera dans le contexte géopolitique actuel et du rôle qu'y joue Washington, s'appuyant aussi sur les témoignages d'anciens agents de la CIA ou Central Intelligence Agency.
En juin 2023, Apple TV+ annonce sa première série française, La Maison, dont la production exécutive est assurée par TOA - The Originals of America avec TOP - The Originals Productions. Réalisée par Fabrice Gobert et Daniel Grou et écrite par les showrunners José Caltagirone et Valentine Milville, sur une idée originale d'Alex Berger, la série dévoile les coulisses du luxe et de la mode aux mains de quelques puissantes familles.

### Carrières politique et militaire
En 2021, Alex Berger se présente aux élections départementales en Vaucluse, dans le canton d'Apt, comme suppléant sans étiquette de Patrick Merle, candidat avec Dominique Santoni de l'union de la droite. Au second tour des élections, le binôme est élu avec 57,2 % des suffrages exprimés.
En décembre, il est nommé colonel dans la réserve citoyenne.

## Productions

### Télévision
- 1987-1992 : Rapido
- 1991-1992 : Merci et encore bravo
- 1992-1993 : L'Émission impossible
- 1993-1994 : Naked City
- 1993-1996 : Carnal Knowledge
- 1994 : Passengers
- 1994-1996 : Baadasss TV
- 1996-1997 : The Girlie Show
- 1997-1998 : Fortean TV
- 1997 : Here's Johnny
- 1999 : Le Show
- 2001 : Is Harry on the Boat?
- 2001 : Around the World in 80 Raves
- 2005 : Dying to be Beautiful
- 2015-2020 : Le Bureau des légendes
- 2023 : La Maison
- 2024 : The Agency (série TV)

### Cinéma
- 2002 : Astérix et Obélix : Mission Cléopâtre
- 2004 : RRRrrrr!!!

## Distinctions
- Chevalier de l'ordre des Arts et des Lettres en 2021[29]